# Antonio María García
Antonio María " El inglés " García ( 1868 - 24 de julio de 1923) fue un cácher cubano de béisbol que jugó en la Liga Cubana . Jugó desde 1882 hasta 1905 con varios clubes cubanos, entre ellos el Almendares , el club Fe , Habana , y los todos los cubanos . Fue elegido al Salón de la Fama del Béisbol Cubano en 1939. 
Según el historiador de béisbol cubano Jorge Figueredo García. Cuando John McGraw visitó Cuba en 1889, se informa que quería firmar García a un contrato con Baltimore. García negó porque le pagaban más en Cuba de lo que Baltimore ofreció. 
carrera como jugador
García debutó con el Almendares en la Liga Cubana en la temporada de invierno de 1882 a 1883 . La liga fue suspendida el invierno siguiente, y cuando se reanudarón los juego en la primavera de 1885, García estaba jugando para la Habana , que ganó el campeonato de la liga . El invierno siguiente, jugó para Fe , que terminó tercero en la liga de cinco equipos . 
En 1886-1887 , García regresó a la Habana , que volvió a ganar el campeonato. La temporada siguiente, ganó el campeonato de bateo con un promedio de bateo de .448 ; también lideró la liga en hits ( 26 ) y dobles ( 6 ) . Sin embargo, su equipo perdió la Habana carrera por el banderín de Fe , terminando el juego de temporada atrás. 
En 1888 /89, el promedio de bateo de García se redujo a .238 , pero su equipo Habana recuperó el banderín . La temporada siguiente se trasladó a Fe y ganó su segunda corona de bateo, golpeando .369, y también lideró la liga en hits ( 24 ) y triples ( 4 ) , mientras que la vinculación en el liderato de la liga en jonrones con uno . Su equipo terminó en segundo lugar, dos juegos detrás Habana . En 1890 /91, en García bateó .338 y su equipo de Fe ganó el título, mientras que La Habana terminó en el cuarto lugar.
- Datos: Q4776790